# Arrós
Arrós (oficialmente en occitano: Arròs) es una población del municipio de Viella y Medio Arán que cuenta con 109 habitantes, situado en la comarca del Valle de Arán en el norte de la provincia de Lérida (España).
Dentro del Valle de Arán forma parte del tercio de Marcatosa.
Se encuentra a una altitud de 956 metros, situado encima del río Garona en la confluencia con el río Varradòs.

## Geografía humana

### Demografía
| Gráfica de evolución demográfica de Arrós y Vila entre 1842 y 1960 |
| |
| Población de derecho según los censos de población del INE Población de hecho según los censos de población del INEEn estos censos se denominaba Arrós: 1842, 1857 y 1860 Entre el censo de 1877 y el anterior, crece el término del municipio porque incorpora a 25592 (Vilá) Entre el censo de 1857 y el anterior, disminuye el término del municipio porque independiza a 25592 (Vilá) Entre el censo de 1970 y el anterior, este municipio desaparece porque se integra en el municipio 25243 (Viella Mitg Aran) |

## Monumentos y lugares de interés
- En Arrós se encuentra la Casa del Señor de Arrós, edificio construido en 1820 y que ahora alberga la sede protocolaria del Consejo General de Arán y el Archivo Histórico del Valle de Arán, con documentación desde los siglos XVI al XXI, incluyendo la Carta Magna del pueblo aranés: Era Querimònia.[4]

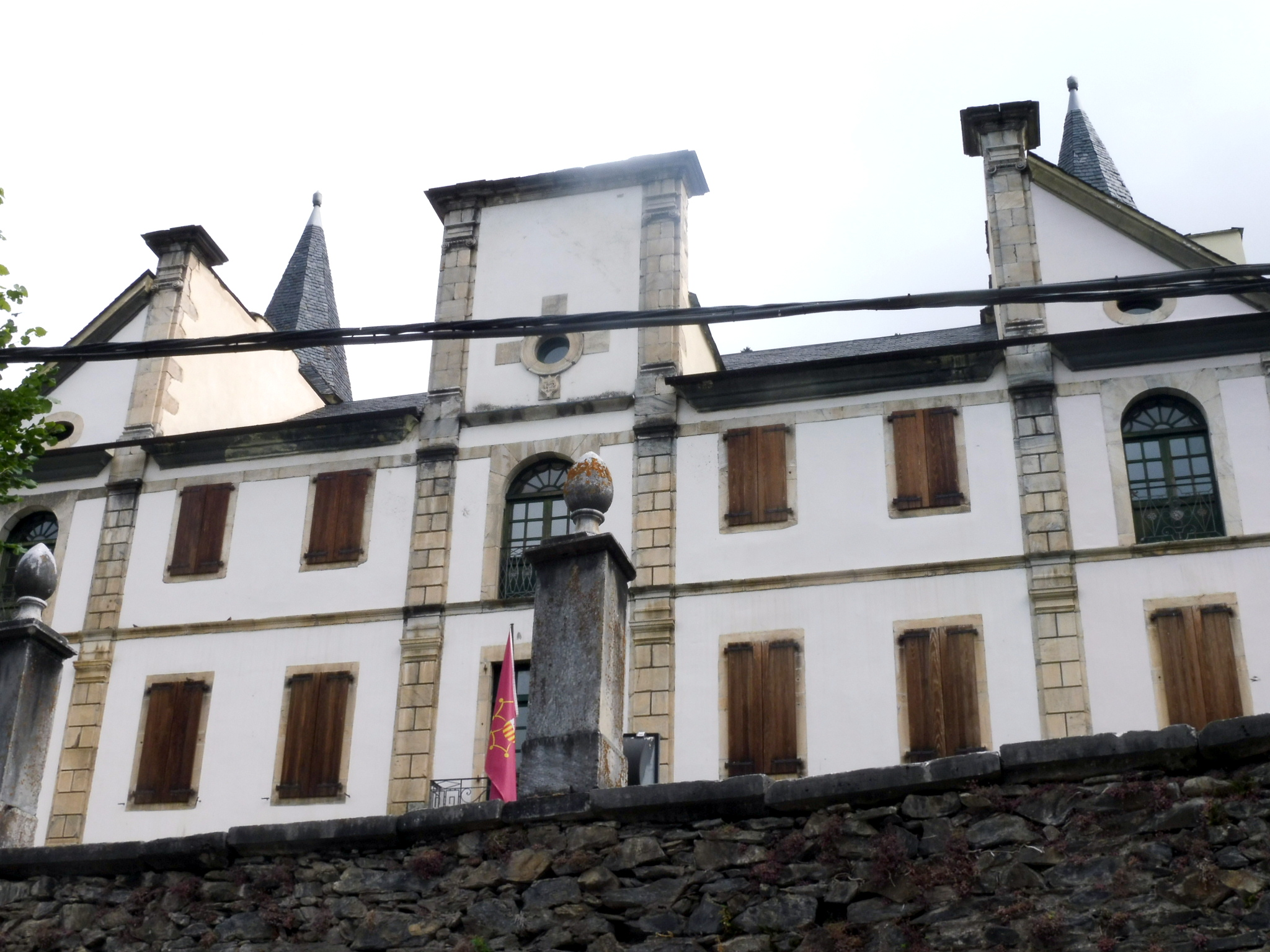
Casa del Señor de Arrós

- Iglesia de Santa Eulalia, de estilo gótico de transición, del siglo XIV.[5]